# Michael O'Raghallaigh
Michael O'Raghallaigh (Michael O'Reilly) is een Ierse concertina- en accordeonspeler afkomstig uit County Meath, Ierland. Hij vormt met Paul Doyle (zang, gitaar en bouzouki), Troy Bannon (fluit), Cyril O'Donoghue (zang, bouzouki, gitaar) en Michelle O"Brien (viool) de Ierse formatie Providence. De band heeft drie albums geproduceerd en Michael is goed voor twee cd’s.
Michael speelt ook in de Tain Ceili Band.

## Discografie
- 'The Nervous Man - 2001
- Inside Out
- Providence - 1999
- Providence A Fig for a Kiss - 2001
- Providence III - 2005